# Mounir
Mounir, eller Monir, är ett mansnamn, en fransk variant av Munir, och har samma betydelse som "Lucien" (den ljusomgärdade). Den kvinnliga motsvarigheten är vanligen Mounira. Andra former av namnet är Mouneer, Mouneir, Muneer och Muneir.
Av de personer som var folkbokförda i Sverige den 31 december 2011 exklusive de personer som då hade skyddad identitet, så finns det 29 personer i Sverige som har efternamnet Mounir. Det finns 16 kvinnor som har förnamnet Mounir. Av dessa har ingen namnet som tilltalsnamn. Det finns 232 män som har förnamnet Mounir. Av dessa har 168 namnet som tilltalsnamn.
Namnet är vanligt i Frankrike, Australien, England, Libanon, Syrien, Egypten, med flera länder.

## Kända personer med namnet Mounir
- Mounir Yemmouni, fransk friidrottare
- Mounir Chaftar, tysk fotbollsspelare
- Mounir Obbadi, fansk-marockansk fotbollsspelare

## Kända personer med namnet Mounira
- Mounira Hadj Mansour, nederländsk skådespelare
- Mounira Hamdi, tunisisk sångerska